# Langeria
Langeria — вимерлий рід квіткових рослин із родини платанових, який містить єдиний вид Langeria magnifica. Лангерія відома завдяки викопним листям, знайденим у ранніх еоценових відкладах на півночі штату Вашингтон, США, і подібних вікових утвореннях у Британській Колумбії, Канада.

## Опис
Прості листки Langeria magnifica, як правило, мають перисте жилкування із загальною яйцюватою або еліптичною формою та помітно загостреною верхівкою. Листкова ніжка може досягати довжини до 6 см. Край листа має рівномірно розташовані чіткі гачкоподібні зубці з округлими пазухами, які їх розділяють. У зуби входить вторинна жилка або жилка з петлі вторинної жилки. Первинна жилка має від десяти до дванадцяти вторинних жилок, що відходять від неї під низькими кутами до вершини та підвищуються до основи. Прості або розгалужені третинні жилки розходяться на 0,3-0,5 см одна від одної, а четвертинні утворюють грубий сітчастий малюнок навколо ареол.